# Копенхаген (замък)
Замъкът Копенхаген (на датски: Københavns Slot) е замък разположен на Стиксхолм в Копенхаген, Дания. Построен е през 14 век на мястото на сегашния Кристиансборг. Той се издига на 4 метра височина.
В годините след разрушаването на замъка Абсалон от Ханзата през 1369 г., руините от острова са покрити с естествени материали, върху които е построен замъкът Копенхаген.
Замъкът е ограден със стена и е заобиколен от ров, като близо до основния вход е разположена солидна кула. Замъкът е притежаван от епископа на Роскилд докато крал Ерик Померански узурпира правото на собственост върху него през 1417 г. От този момент замъкът е ползван от краля.
Замъкът е дострояван няколко пъти. Крал Кристиан IV добавя шпиц и голяма входна кула, известна като „Синята кула“ (на датски: Blåtårn), която се е използвала за затвор. През 1720 г. крал Фредерик IV прави пълна реконструкция на замъка, но конструкцията му става прекалено тежка и се появяват множество цепнатини. Затова наследникът му крал Кристиан VI, веднага след коронясването си през 1730 г., започва строителството на изцяло нов замък.
Разрушаването на замъка започва през 1731 г. за да започне строителството на първия замък Кристиансборг.